# Forêt de Carnoët
La forêt de Carnoët, également appelée forêt de Toulfoën, est une forêt domaniale située sur les communes de Quimperlé et Clohars-Carnoët dans le sud-est du département du Finistère. D'une superficie de 750 ha, elle est une ancienne forêt ducale puis royale.

## Toponymie
La région de Quimperlé formait au haut Moyen Âge le pagus Karnoued (ce nom se retrouve dans celui de la forêt de Carnoët et de la paroisse de Clohars-Carnoët), un pays historique ; c'était un pagus, c'est-à-dire une subdivision administrative de la Cornouaille.
Le toponyme Carnoët, attesté dès 1533, vient du breton carn, qui signifie tas de pierre, tumulus. Il existe en effet un tumulus, situé à proximité du château de Carnoët.
Le toponyme Toulfoën est un toponyme récent, sans doute contemporain des nombreux Toultrinq que l'on trouve en Bretagne. Il associe les termes bretons toul trou, percée et foen foin et désigne probablement une ancienne clairière située en bord de route où un débit de boisson s'est installé.

## Géographie

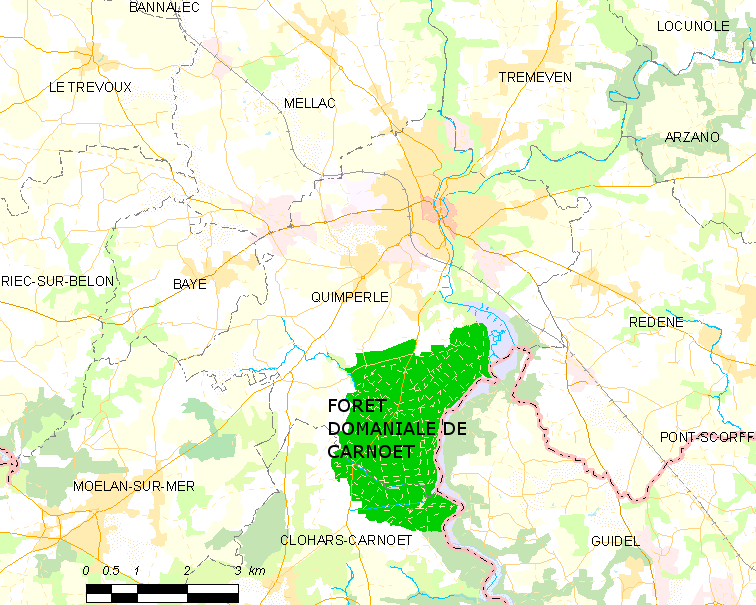
Carte de la forêt domaniale de Carnoët.

La forêt domaniale de Carnoët a une superficie de 750 hectares, qui se répartissent de la manière suivante : 565 ha se situent sur le territoire de la commune de Quimperlé et 185 ha sur celui de la commune de Clohars-Carnoët,. La forêt occupe un espace situé sur la rive droite de la Laïta, au sud de la ville de Quimperlé et au nord-est du bourg de Clohars-Carnoët. Elle jouxte au sud le Bois de Saint Maurice. Elle occupe un plateau granitique, dont l'altitude varie entre le seuil de la mer et 65 mètres, parcouru par de petits ruisseaux, affluents et sous affluents de la Laïta, qui y ont creusé de profondes ravines : ruisseau du Frout, ruisseau de Pont Douar et ruisseau de la Fontaine au Loup. Le climat y est de type océanique tempéré. La pluviométrie annuelle s'élève à 1 000 mm (moyenne de 1 009,7 mm enregistrée à Quimperlé, à une altitude de 44 mètres, sur la période 1961 à 1990) et les précipitations sont bien réparties sur l'ensemble de l'année avec un maximum d'automne-hiver. La Forêt de Carnoët est traversé suivant un axe nord-sud par la route départementale 49 reliant la ville de Quimperlé au Pouldu.

## Histoire

### Préhistoire
Le tumulus de Lothéa, au sud du village de Lothéa, abritant un caveau a livré lors de sa fouille en 1843, un abondant mobilier : une hache à petits rebords, un poignard à languette, trois épées, un ciseau en cuivre, une vingtaine de pointes de flèches en silex, un talon de lance, un brassard d'archer, une parure en or composée de six anneaux spiralés, une parure en argent fait de trois anneaux spiralés, une parure en bronze formée d'anneaux simples et spiralés, un bracelet en bronze à huit enroulements et un pendentif en jadéite. Le collier en or est exposé au musée de Cluny à Paris et les armes sont au musée d'archéologie nationale de Saint-Germain-en-Laye.

### Le château de Carnoët, l'un des repaires de Conomor?
Selon la légende, la forêt de Carnoët aurait abrité dans le château de Carnoët l'un des nombreux repaires de Conomor, un roi breton sanguinaire, une sorte de Barbe-Bleue breton, qui tuait ses épouses successives dès qu'elles avaient un enfant ; la plus connue fut sainte Tréphine, qui accoucha de saint Trémeur, lequel fut décapité par son père, mais sa tête fut remise en place par saint Gildas ; quand Conomor vit saint Trémeur vivant, il fut frappé d'épouvante et mourut.
De multiples versions de ce récit légendaire proche de celui de Barbe-Bleue existent ; cette légende est déjà évoquée par Alain Bouchart en 1514 dans « Les Grandes chroniques de Bretaigne », par Albert Le Grand en 1636, par Émile Souvestre dans « Foyer breton » en 1844. En voici le résumé d'une autre version, recueillie au XIXe siècle par la comtesse Elvire de Cerny :

« Le sire de Carnoët, à qui l'on avait annoncé qu'il devait périr des mains de son premier né, avait égorgé toutes ses épouses successives. Sa douzième femme sera ressuscitée par son frère, saint Caradec, vénéré dans les chapelles de Riec et Mellac. Elle donne naissance à un garçon qui, jetant une poignée de terre sur le château de son père, le ruine. Le méchant seigneur disparaît dans les profondeurs, dans un abîme gardé depuis par un dragon. »

Le château était déjà debout aux XIe et XIIe siècles. L'architecture rectangulaire : quatre tours carrées et les proportions de 60x70 m, en font clairement un bâtiment de cette époque. Les ducs de la Maison de Kernev (Cornouaille) Hoel II, Alan IV "Fergann", Konan III et Konan IV le fréquentèrent souvent.
Selon certaines archives, une ancienne forteresse dominant la Laïta aurait été rasée par les pirates normands au cours de la seconde moitié du IXe siècle ; ces pirates furent chassés par le comte de Cornouaille Alain Canhiart au XIe siècle, lequel jeta probablement les bases du château de Carnoët, qui fut une résidence ducale habitée successivement par Pierre Ier, vers 1260 par Jean Ier le Roux et sa femme Blanche de Navarre, puis par leur fils Jean II. Des carreaux de terre cuite retrouvés dans les ruines sont analogues à ceux du château de Suscinio et réalisés par des artisans angevins. Cette forteresse fut ruinée, détruite par le feu, lors de la guerre de Succession de Bretagne.
A. Marteville et P. Varin, continuateurs d'Ogée, décrivent ainsi le château en 1843 :

« Sur la rive droite de la Laïta (…), on voit les ruines massives de l'ancien château de Karnoët. (…) Son enceinte était vaste. Il était entouré d'un parc de plus de deux lieues de circonférence, dont les murs n'avaient pas moins de quatre pieds d'épaisseur, sur quinze pieds d'élévation ; des fossés dont on voit encore des traces défendaient le château ; des tours le protégeaient : ce devait être un objet de terreur pour le voisinage. Il n'en reste plus aujourd'hui que d'immenses débris et quelques pans de murailles couverts de grands arbres, de pervenches, de pariétaires, de plantes de toutes espèces. »

Situé sur le territoire de la commune de Quimperlé.
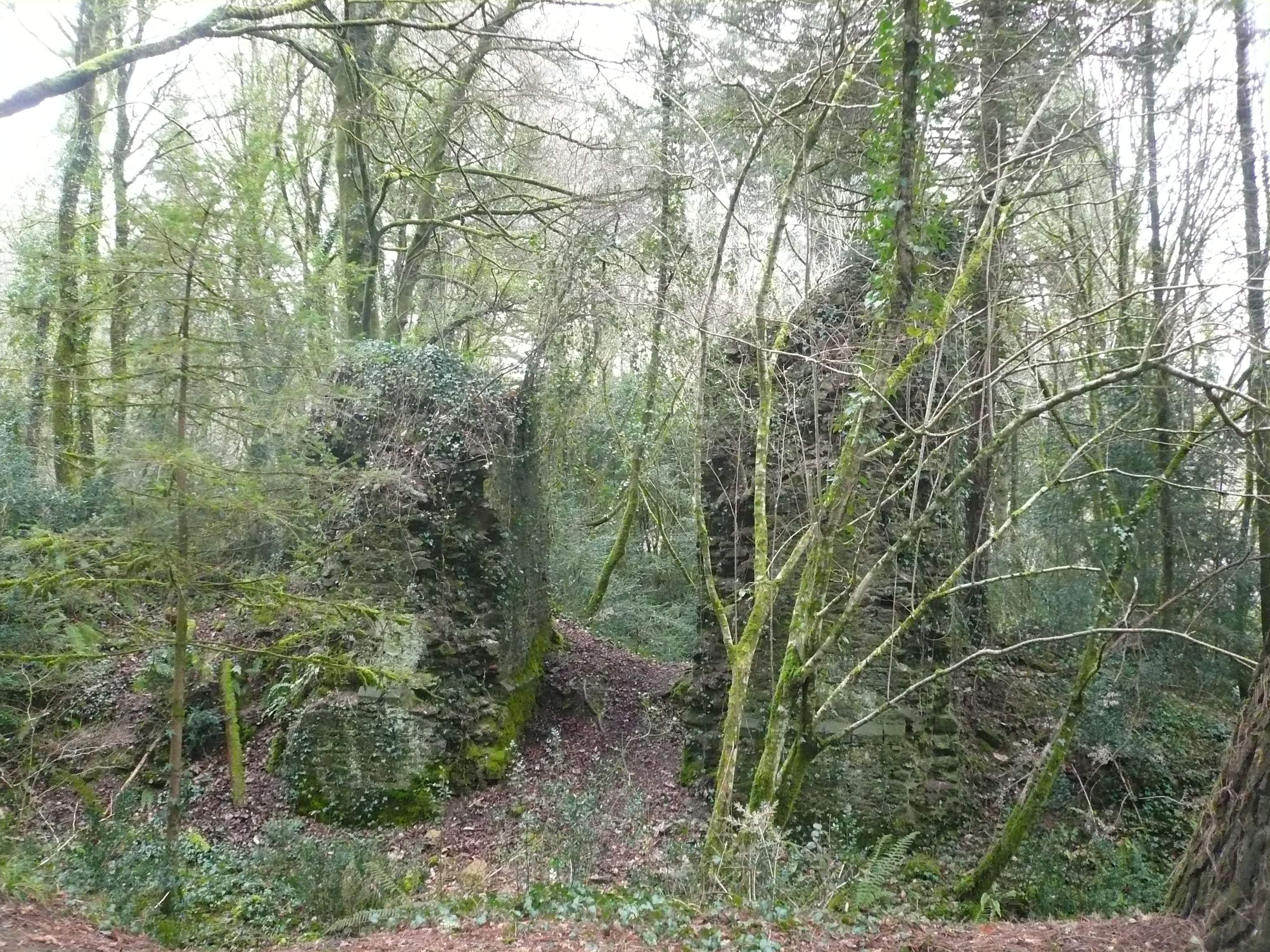
Les vestiges du château de Carnoët.
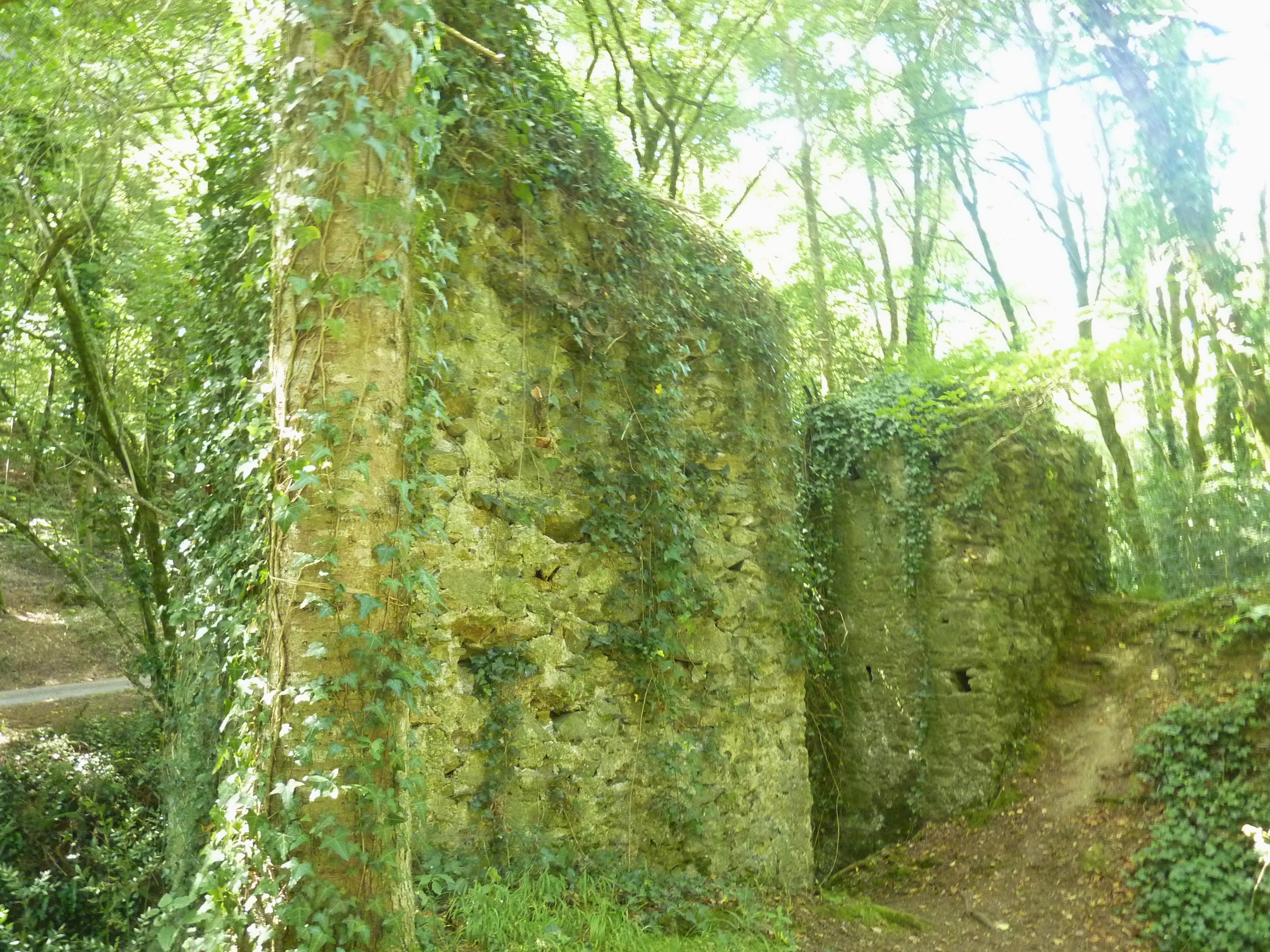
Les ruines du château de Carnoët.

### Une forêt domaniale

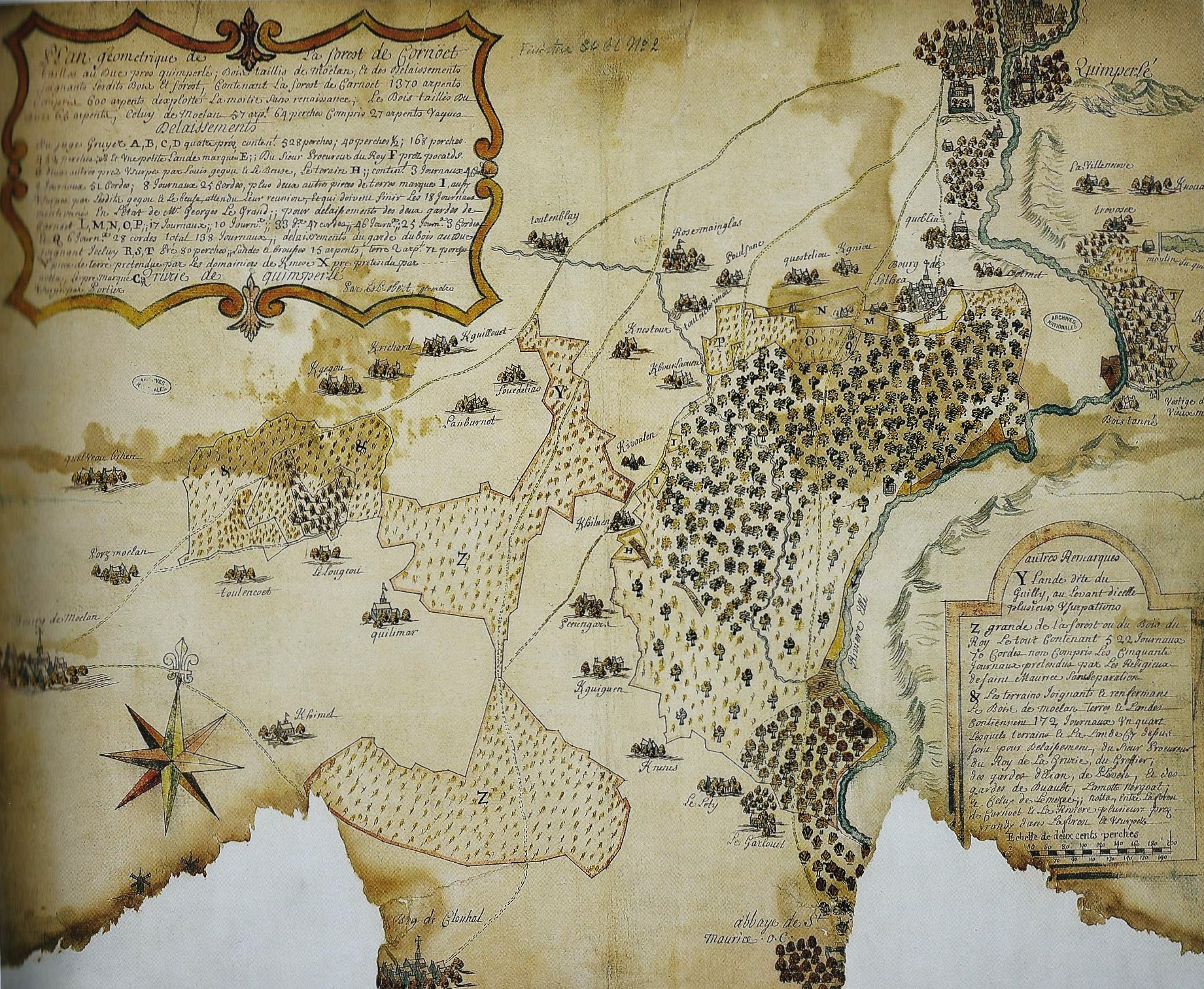
Plan de la forêt de Carnoët en 1731.

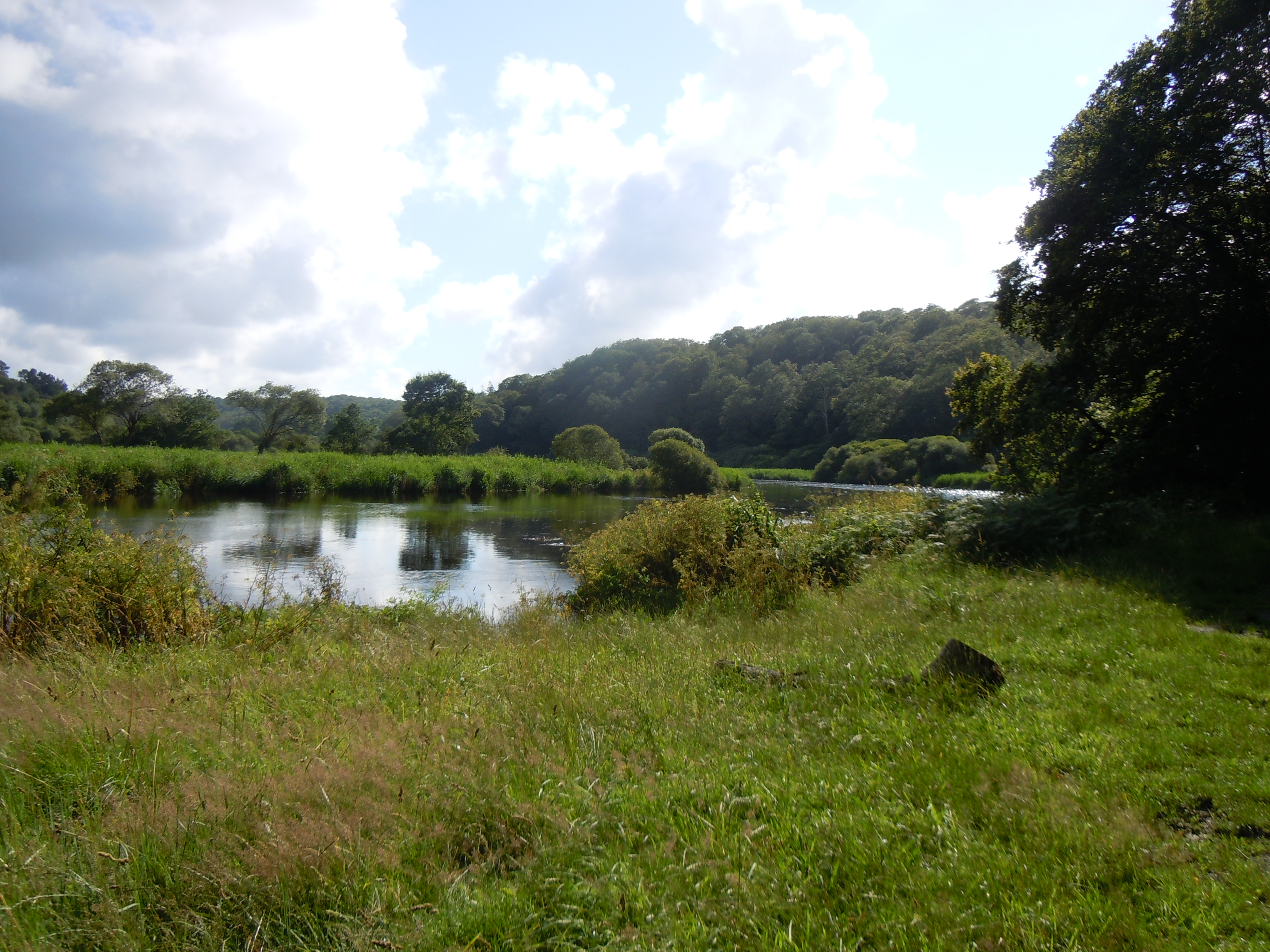
Le port de la Véchène.

La forêt de Carnoët, avant de devenir une forêt domaniale, a été une forêt ducale puis royale. Elle constituait un domaine de chasse autour du château de Carnoët, résidence des ducs de Bretagne située au bord de la Laïta. Au Moyen Âge, tout comme la proche forêt de Coatloc'h en Scaër, elle était entourée par un mur d'enceinte destiné à empêcher les sangliers et les cerfs, qui étaient alors abondants, de fuir. Ce mur, édifié au début du XIIIe siècle par le duc Jean Ier le Roux, délimitait un vaste territoire allant de Lothéa jusqu'au Bélon et mesurait une trentaine de kilomètres de long. Il  portait le nom de Mur du roy (longé par le "Chemin du Roi") au XVIe siècle. La cueillette du bois mort à l'usage des riverains y était réglementée. Des vestiges de talus ainsi que des levées de terre en ruine, que l'on trouve dans les sous-bois, mais pas partout, témoignent de la présence d'installations agricoles avant que la forêt ne devienne un terrain de chasse délimité.
Le "Chemin du Roi", ou "Chemin du Duc" aurait été construit sous Jean Ier le Roux, duc de Bretagne entre 1237 et 1286. Il forme une boucle d'environ 30 km entre la Laïta et le Bélon. Ce chemin, d'environ 3 mètres de largeur, est bordé par deux murs, pouvant atteindre 4 mètres de hauteur. Un tel ouvrage avait surtout vocation de clôture pour les animaux (sangliers, cerfs, chevreuils, etc.) qui abondaient à l'intérieur du domaine, un parc dont les ducs se réservaient la jouissance pour chasser et pêcher. Ce territoire, également appelé "foresta", échappait au droit commun, les gardes forestiers préposés à sa surveillance étant investis de pouvoirs particuliers. Ce n'est qu'après le mariage d'Anne de Bretagne avec le roi Charles VIII que cette enceinte prit le nom de "Chemin du Roi".

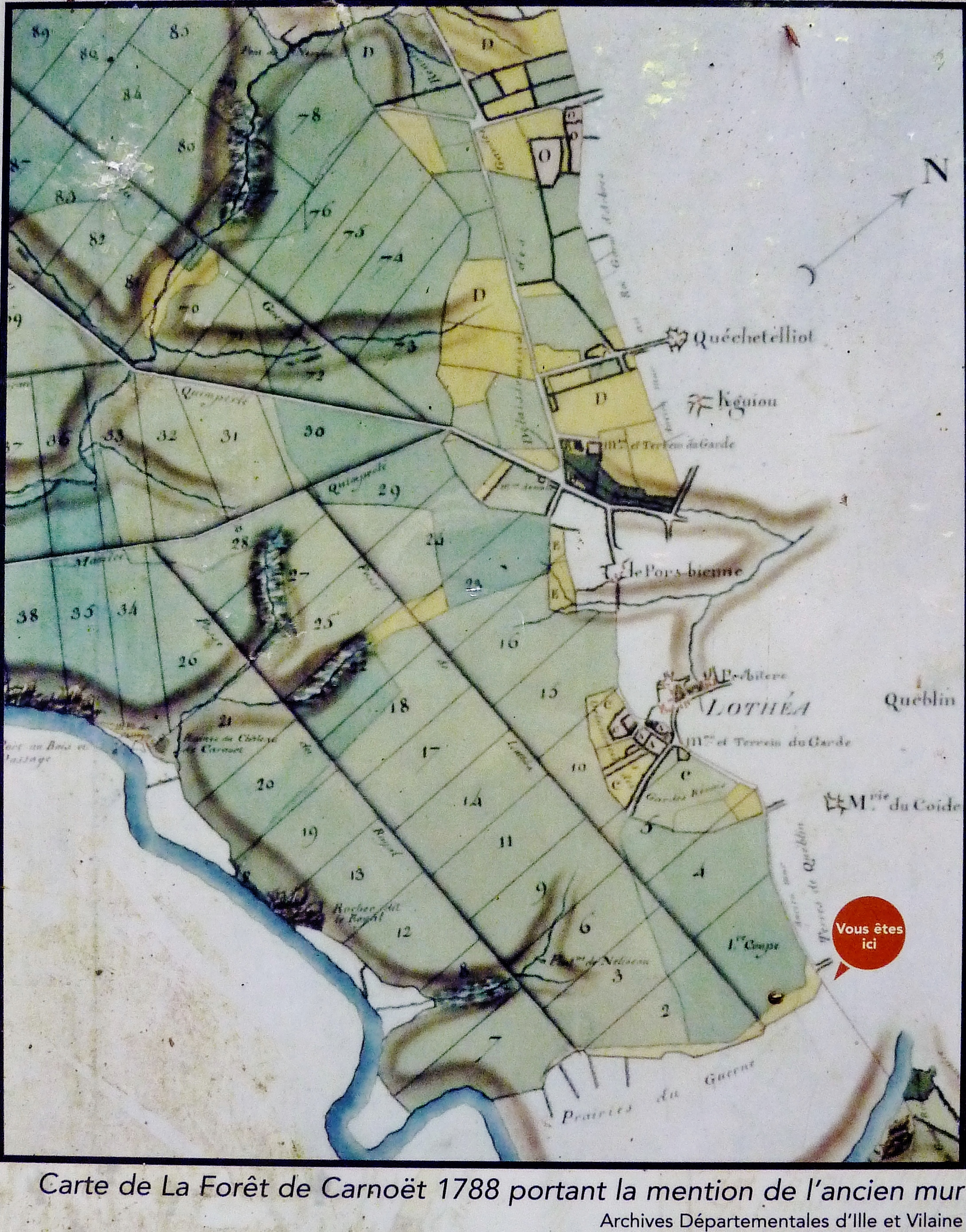
Carte de la forêt de Carnoët en 1788 illustrant le "Chemin du Roi" et son mur.
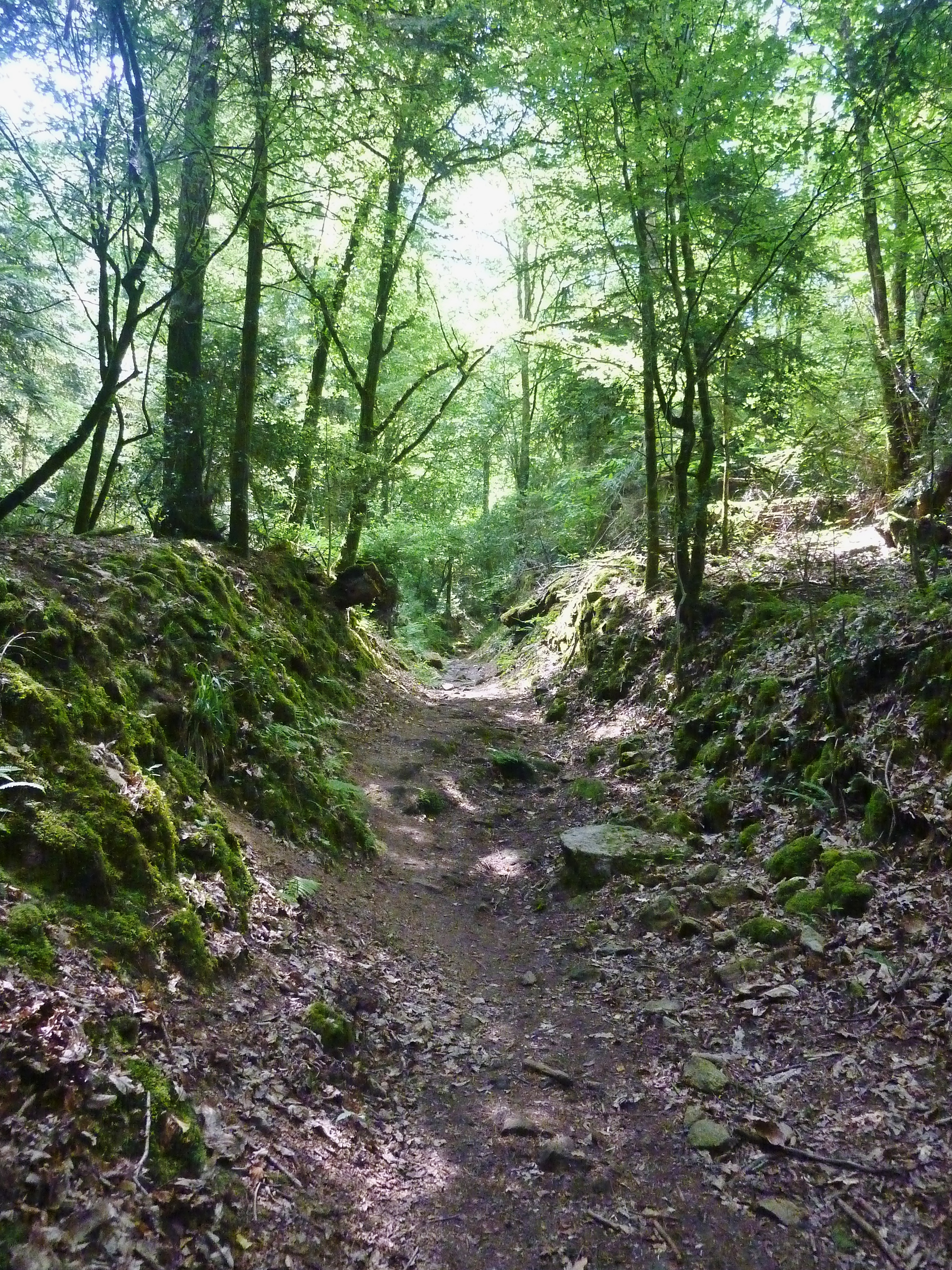
Forêt de Carnoët : le "Chemin du Roi".

À partir de la fin du XVIIe siècle la forêt est exploitée de manière intensive pour fournir du bois de marine pour la construction navale tant à Lorient qu'à Nantes. Le bois de chauffage est destiné aux villes voisines ainsi qu'aux îles de Groix et de Belle-Île. Les bois de fente destinés à la fabrication des tonneaux à sardines sont expédiés à Concarneau et Douarnenez tandis que les échalas partent pour Nantes et Bordeaux. Colbert crée en 1671 la gruerie de Quimperlé chargée de contrôler la gestion des forêts de Cornouaille et notamment d'empêcher le pillage en règle dont la forêt royale de Carnoët est victime. Les billes de bois abattues dans la forêt étaient acheminées à Lorient pour y alimenter les arsenaux via la Laïta, principale voie de transport, dont le cours était navigable. Charbonniers et sabotiers étaient nombreux les siècles passés (jusque dans les premières décennies du XXe siècle) en forêt de Toulfoen, ainsi que dans le Bois du Duc, situé sur l'autre rive de la Laïta.

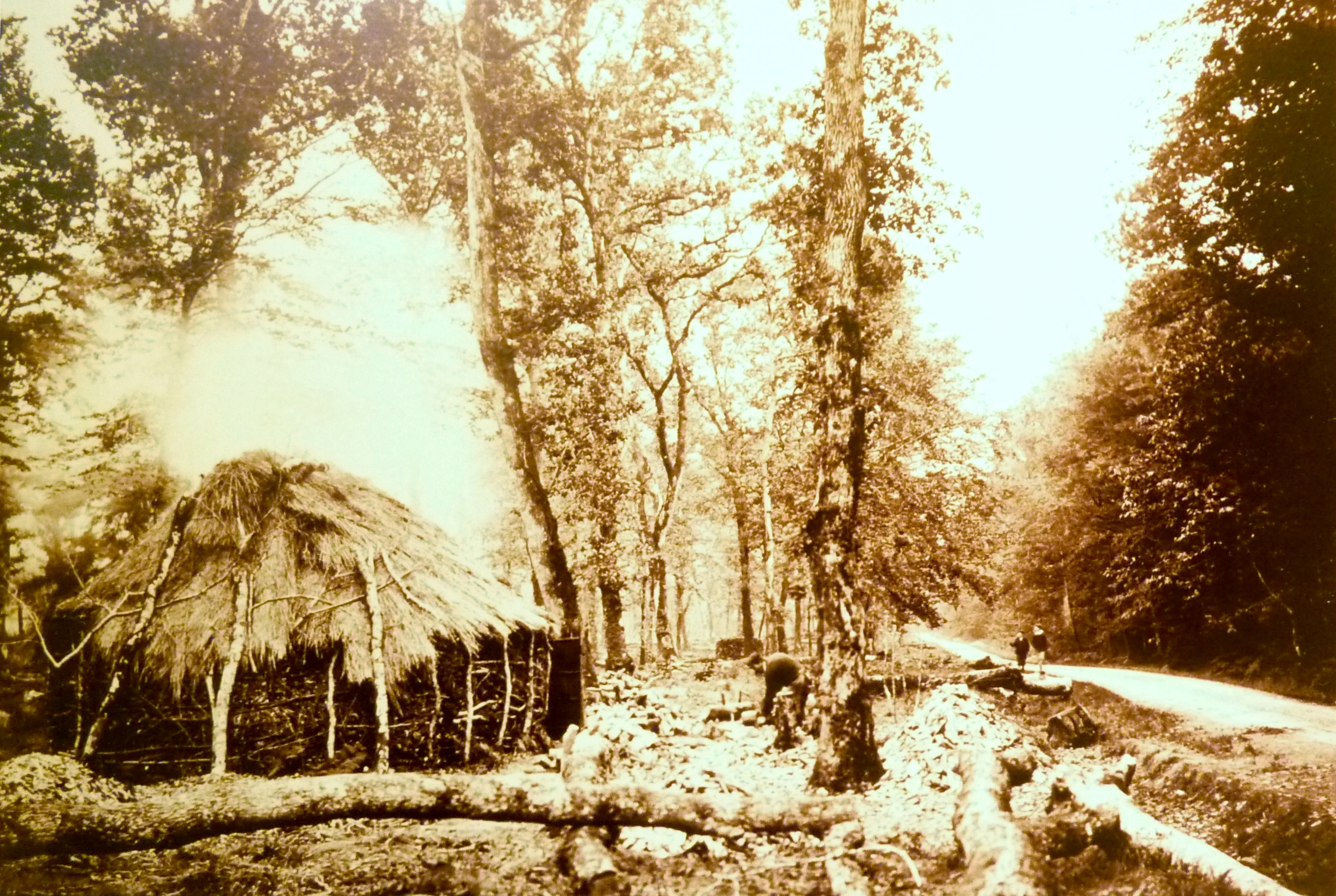
Hutte de charbonniers en forêt de Clohars-Carnoët (photographie de 1910).

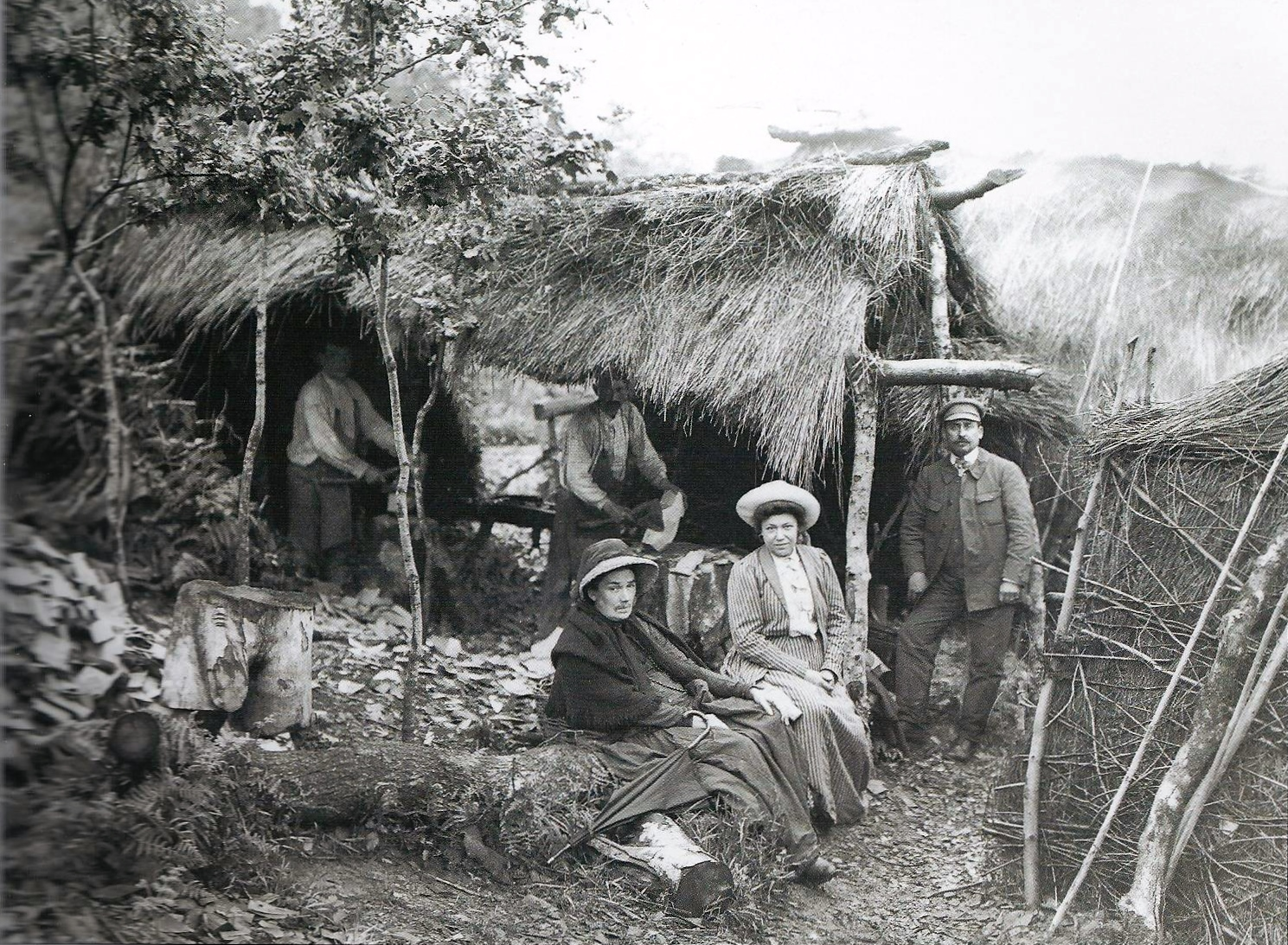
Hutte de sabotiers en forêt de Toulfouën (photographie de Philippe Tassier, entre 1908 et 1912).

A. Marteville et P. Varin, continuateurs d'Ogée, décrivent ainsi la forêt de Carnoët en 1843 :

« La forêt (…) est située sur le territoire des communes de Cohars-Carnoët et de Quimperlé. Cette forêt, qui appartient à l'État, a une superficie de 750 hectares. Ses essences dominantes sont le chêne et le hêtre. En 1787, elle se composait de deux parties bien distinctes, dont l'une était boisée, et dont l'autre consistait en terrains vagues. Elle fut alors soumise à un aménagement vicieux qui a heureusement été modifié en 1834 (…) ; l'aménagement introduit (…) n'est qu'une application du modèle allemand : il consiste à exploiter pendant trente années consécutives en coupes d'éclaircies. À l'expiration de ces trente années, si les parties les plus vieilles de la forêt sont peuplées de bois assez volumineux pour servir aux constructions civiles et navales, on commencera à exécuter, pendant cent vingt années consécutives pour la première révolution, les coupes principales de la futaie, dans le but de remplacer la vieille forêt par une jeune, d'après la méthode de l'ensemencement naturel ; dans le cas contraire, on continuera les coupes d'éclaircies jusqu'à ce que les bois aient de plus fortes dimensions. Les terrains vagues de la forêt de Carnoët ont en superficie 46 ha 8 ares ; la jouissance en avait été abandonnée en 1787 aux officiers de la gruerie de Quimperlé. Plus tard, pendant la tourmente révolutionnaire, ces terrains furent repeuplés artificiellement en chênes et en hêtres qui sont d'assez belle espérance ; et quand il en sera temps, ils ne formeront plus, avec l'ancienne partie boisée, qu'un seul et même aménagement. C'est à l'extrémité nord-ouest de cette forêt que se tient annuellement le Pardon des Oiseaux. »

Des ports auxquels aboutissaient les voies forestières étaient situés à La Véchène, au Passage et au Pré Mathurin. Celui du Passage (le nom du lieu-dit s'explique par l'existence à cet endroit d'un bac permettant de franchir la Laïta, avant la construction du Pont de Saint-Maurice et indiqué déjà sur une carte datant de 1785) bénéficie d'une route empierrée à partir de 1854, époque où le terrain du port est nivelé pour permettre le stockage des bois et où est construit un quai d'embarquement ; mais son accès reste difficile pour les bateaux ainsi que par voie terrestre en raison de la forte pente du chemin menant à ce port , et les ports du Pré Mathurin (construit en 1872) et de la Véchène (à partir de 1891) lui sont alors préférés. Au XIXe siècle, époque ou la forêt faisait l'objet d'une exploitation intensive (exploitation en une seule série, à la révolution de 150 ans divisés en 5 périodes de 30 ans) la répartition des essences forestières était la suivante : 60 % de chênes et 40 % de hêtres. Le déclin de l'exploitation forestière débute à la fin du XIXe siècle avec l'avènement du chemin de fer.
Des sabotiers, dits aussi "tailleurs de bois" (d'où le nom de l'étang des Tailleurs) exerçaient aussi dans la forêt : hêtres, frênes et peupliers étant utilisés pour le façonnage des sabots. L'étang des tailleurs est alimenté par le Frout ("torrent" en breton); petit affluent de rive droite de la Laïta. Cet étang sert désormais de réserve d'eau contre les incendies.

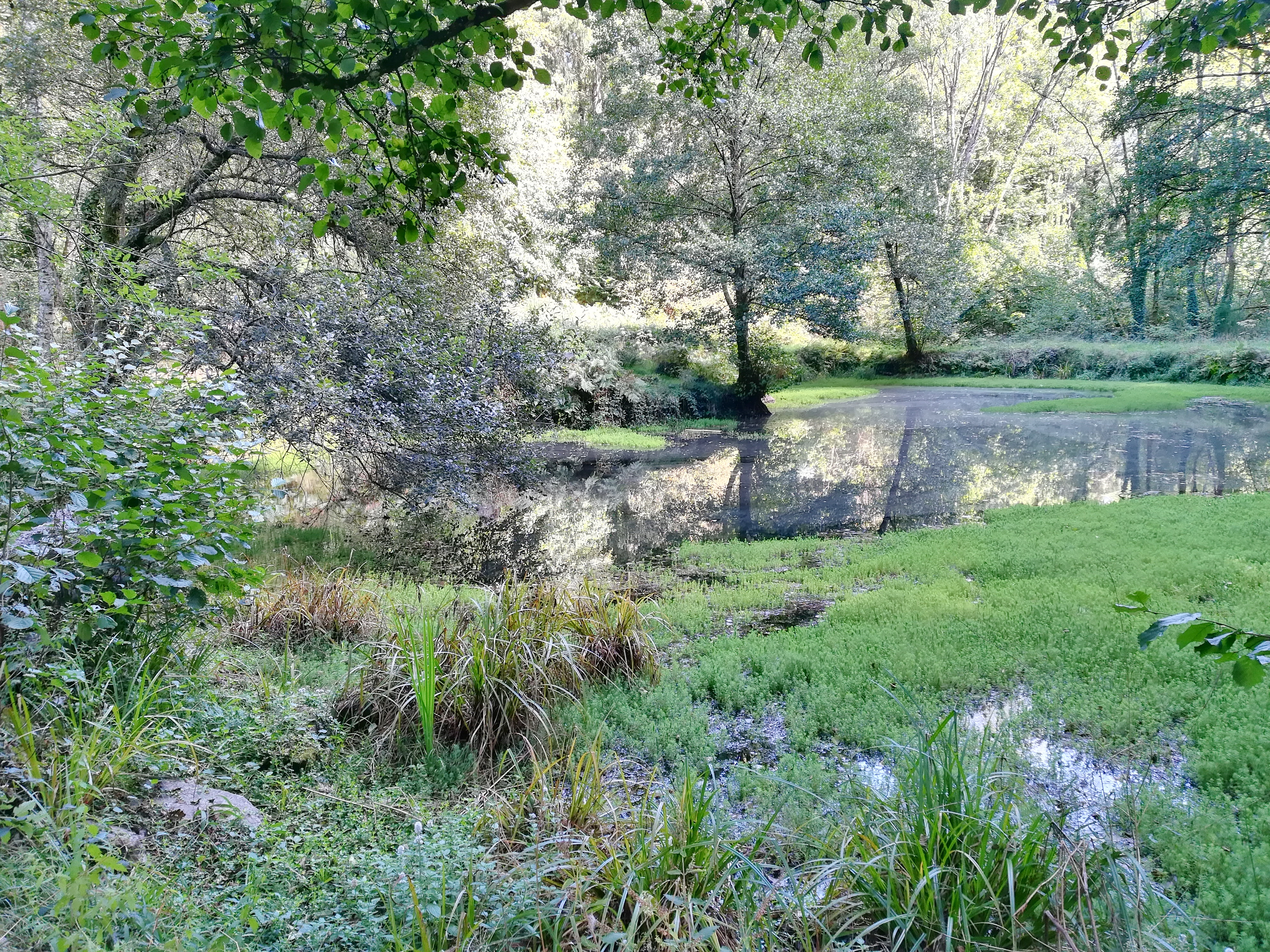
Forêt de Carnoët (Forêt de Toulfoën) ː l'Étang des Tailleurs.
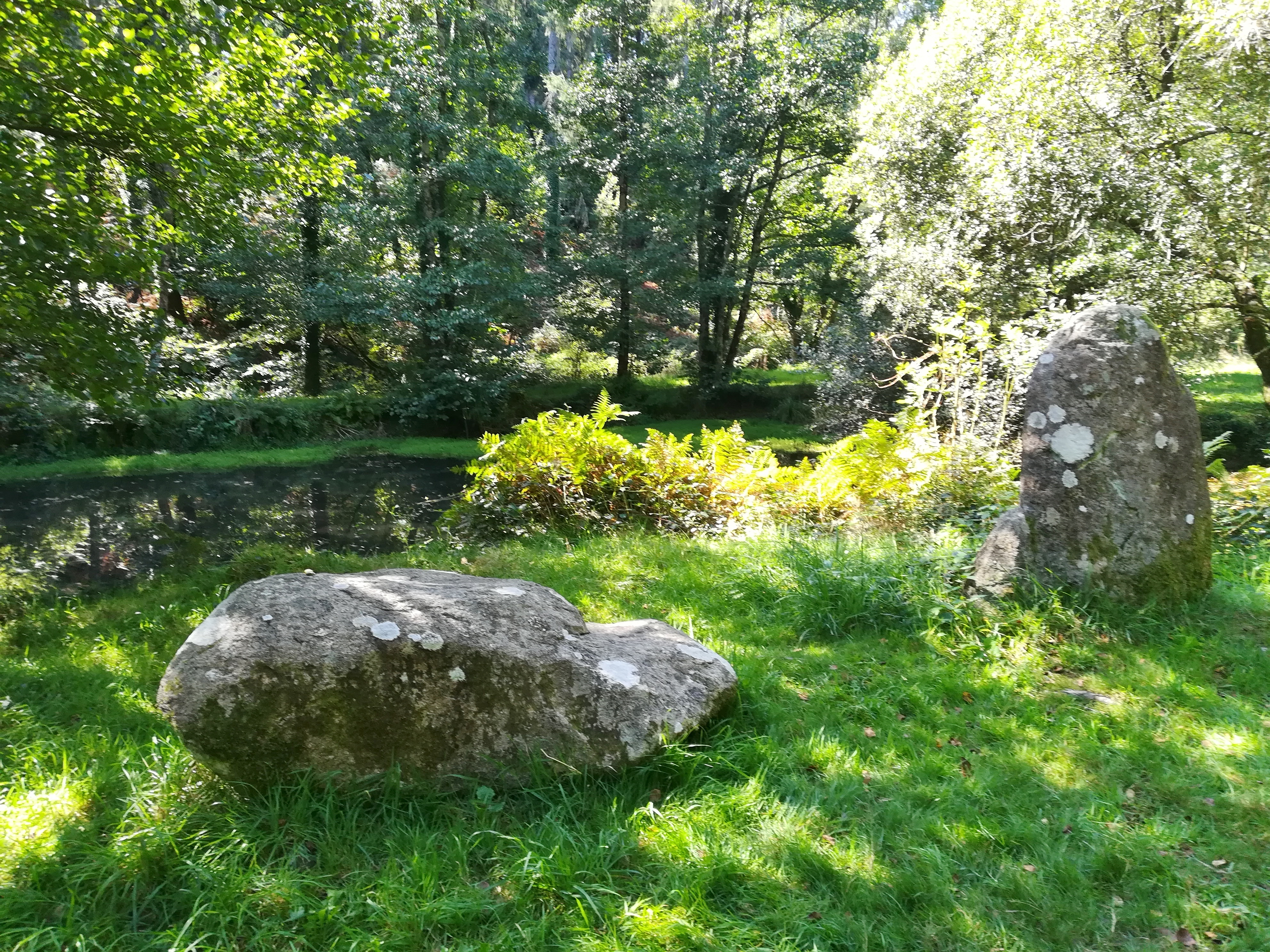
Pseudos-menhirs, dont un couché, près de l'Étang des Tailleurs.

En 1860 la Laïta constitue la principale voie de transport des produits de la forêt ; les grosses pièces de bois de marine sont destinées aux arsenaux de Lorient, le bois de chauffage étant livré aux garnisons et aux établissements publics de cette même ville et aux habitants des îles (Groix, Belle-Isle) ; les merrains (bois de fente destinés à la fabrication des tonneaux) à sardines sont expédiés à Douarnenez et à Concarneau, les autres merrains et échalas à Bordeaux et à Nantes, les bordages à Lorient. Pendant la seconde moitié du XIXe siècle le transport du bois assure 85% des embarquements du port de Quimperlé, d'où la construction des ports du Pré Mathurin et de la Véchène, ce dernier embarcadère étant réparé en 1907, malgré l'ouverture en 1903 de la ligne de chemin de fer à voie métrique allant de Quimperlé à Concarneau via Pont-Aven ; placé à 1 700 mètres de la forêt, la gare dénommée "La Forêt-Clohars" fut utilisée pour transporter le bois vers les ports du littoral ; l'empierrement des routes et chemins forestiers après la Première Guerre mondiale donna le coup de grâce au trafic fluvial et ferroviaire du bois.

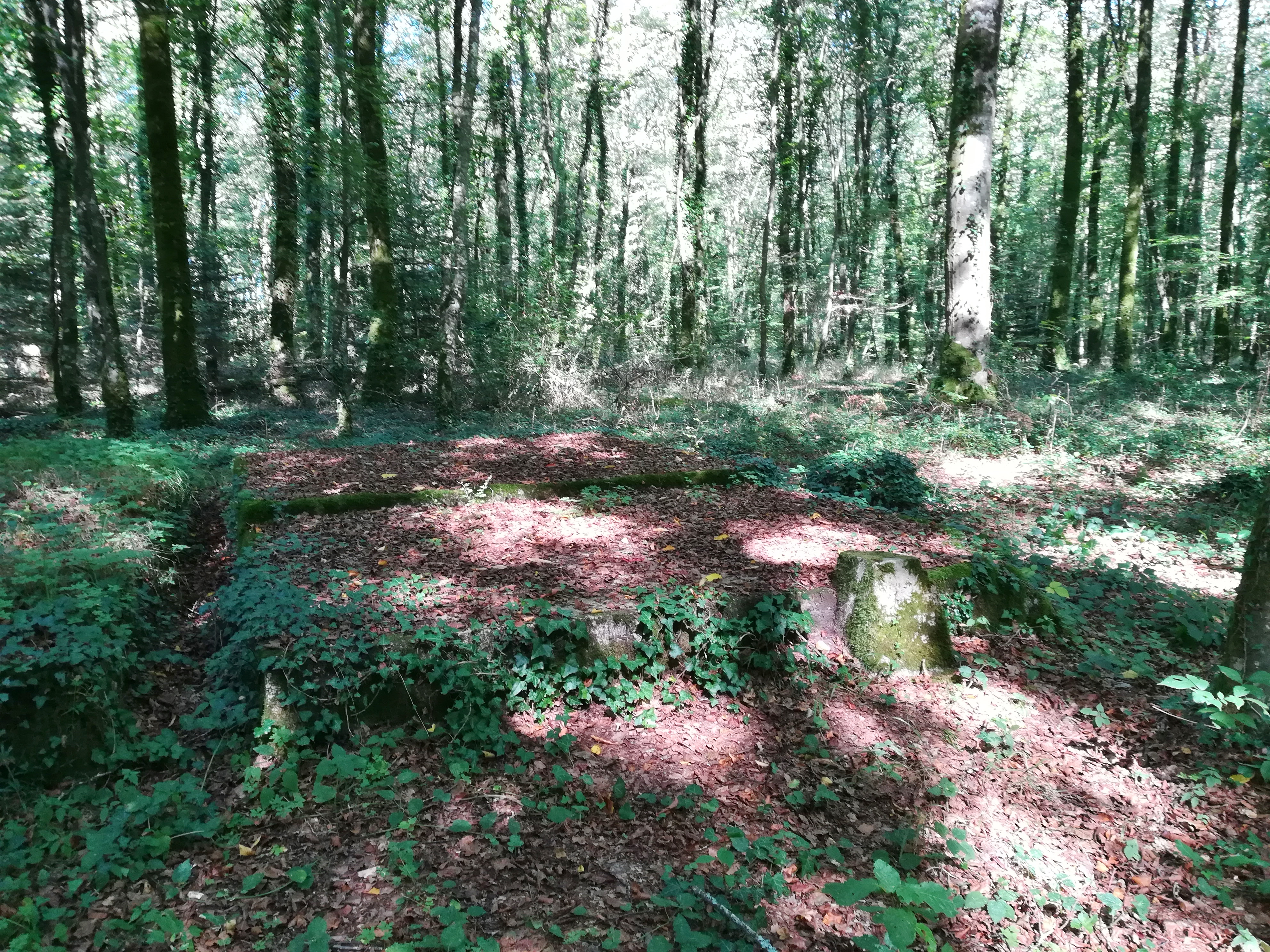
Les traces encore visibles des dalles servant de support aux fours à charbon de bois construits par les Allemands pendant la Seconde Guerre mondiale.

Pendant l'occupation allemande durant la Seconde Guerre mondiale l'Organisation Todt mis en place dans la forêt 9 fours pour la production de charbon de bois, lequel servait pour le fonctionnement en gazogène des camions utilisés pour la construction du Mur de l'Atlantique et de l'aérodrome de Lann-Bihoué (seules les dalles supportant ces fours sont encore visibles de nos jours). Du bois de cette forêt a érté aussi utilisé pour les échafaudages et les coffrages lors de la construction de la base sous-marine de Lorient.
La forêt de Carnoët a fait l'objet d'une politique de reboisement après avoir été dévastée par une violente tempête dans la nuit du 15 au 16 octobre 1987. La partie ouest de la forêt a été la plus durement touchée mais les dégâts ne sont plus visibles aujourd'hui. En 2015, l'habitat forestier dominant est la hêtraie-chênaie avec une strate arbustive à houx et if dispersée à de nombreux endroits.

### Le Pardon des Oiseaux
Jusqu'au début du XXe siècle, il se déroulait en automne à l'orée de la forêt un important « Pardon aux oiseaux », aussi appelé pardon de Toulfoën. Après la Deuxième Guerre mondiale, ce pardon purement laïc, surnommé pardon sans chapelle fut complété par une fête foraine et des danses folkloriques et devint, dans les années 1950, la fête populaire la plus fréquentée de Bretagne ; mais l'affluence, montée jusqu'à environ 100 000 personnes dans l'immédiat après-guerre, décline dans les décennies 1970-1980 et le dernier Pardon des oiseaux est organisé en 1991.

## Lieux remarquables

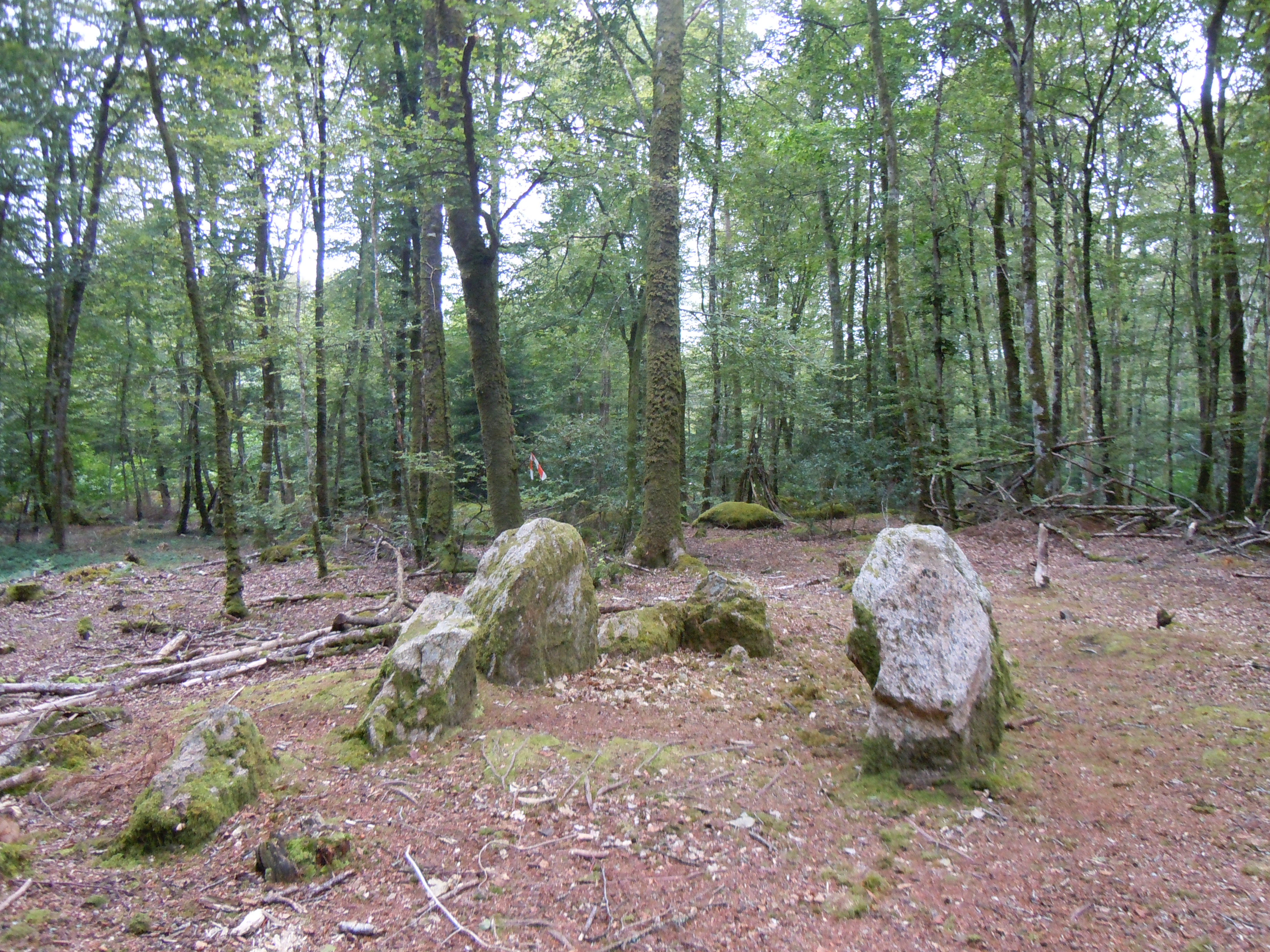
Le dolmen de Toulfoën.

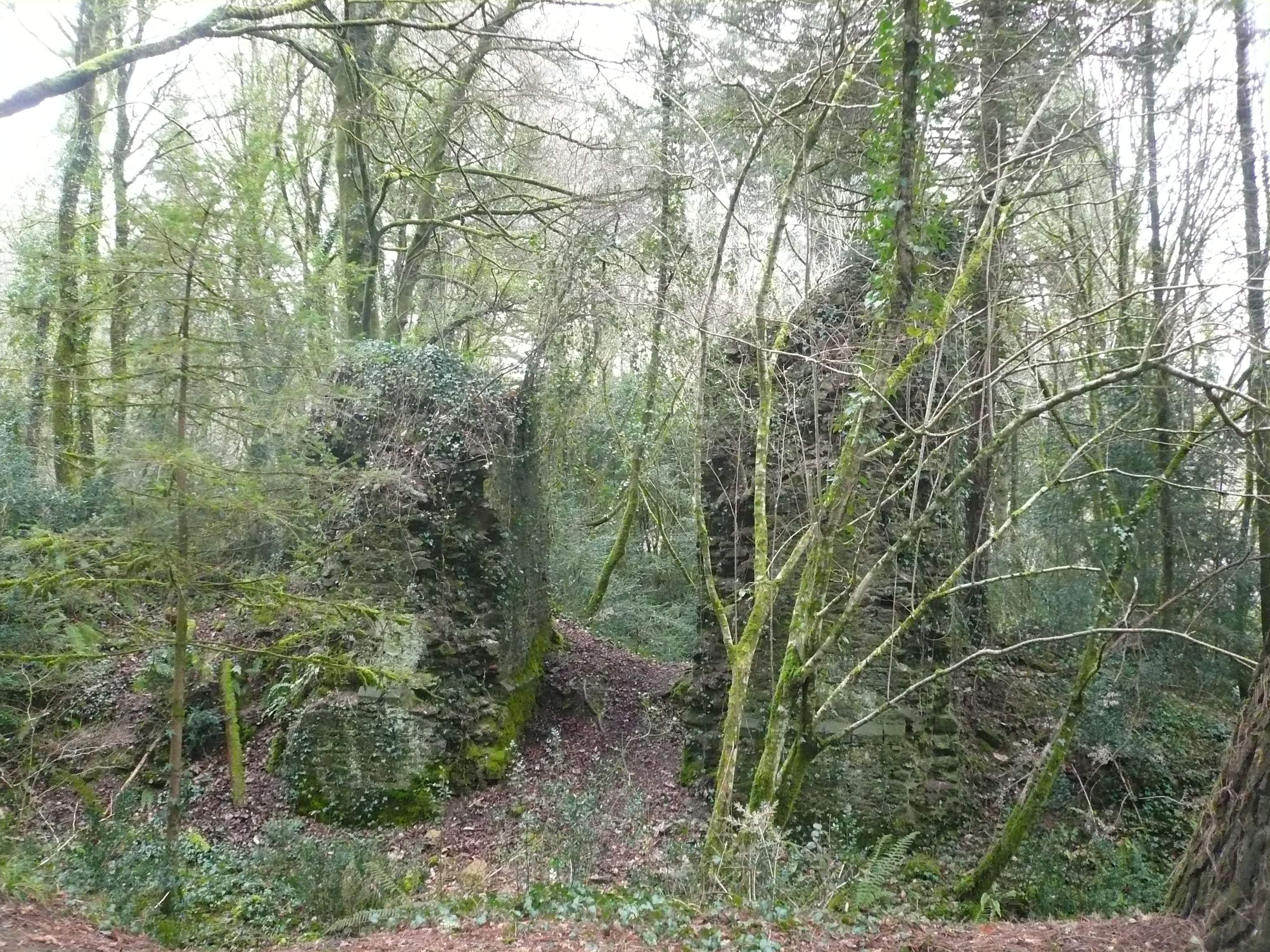
Vestiges du château de Carnoët.

### Sites naturels
- le Rocher royal : promontoire rocheux donnant un splendide point de vue sur la Laïta ;
- la Chaire de l'évêque : avancée enclose entre quatre énormes rochers d'où les prélats bénissaient les bateaux ;
- la Clairière du Pont du Diable[18].

### Bâtiments
- le château de Carnoët : vestiges de l'ancienne résidence des ducs de Bretagne ;
- la maison du Passage : vaste demeure bâti au temps de Napoléon III par le baron André Dannery ;
- l’Abbaye Saint-Maurice de Carnoët, située à proximité.

### Monuments préhistoriques
- Tumulus de Lothéa ;
- Tumulus de Guerneguy ;
- Dolmen et menhir de Toulfoën.

## Littérature
- Henri de Régnier a écrit "Le sixième mariage de Barbe-Bleue" ; l'action a pour cadre les ruines du château de Carnoët[19].